# Vietnámi Wikipédia
A vietnámi Wikipédia a Wikipédia projekt vietnámi nyelvű, szabadon szerkeszthető és a Wikimédia Alapítvány által támogatott társprojektje. A vietnámi Wikipédia szócikkeinek száma 2012. 09. 28-án érte el az 500 000-et, majd 2014. 06. 15-én érte el az 1 milliomodik szócikket, ezzel a tizenegyedik a wikipédia projektjei közül, amely elérte az egymilliós szócikkszámot.

## Története
A vietnámi Wikipédia 2002 novemberében jött létre, majd rövid szüneteltetés után, hasonlóan a magyarhoz, 2003 októberében indult újra. 2008 augusztusára a vietnámi változat szócikkeinek száma meghaladta az 50 000-et. 2009 szeptemberére a szócikkek száma 100 000-re gyarapodott. 2011 decemberében a szócikkek száma még csak 220 000 volt, ám ekkortól kezdve botműveletekkel akár napi 4000–5000, sőt néha egyetlen napon több mint 10 000 szócikket is létrehoztak.

## Mérföldkövek
- - elindul az oldal
- Jelenlegi szócikkek száma: 1 244 760 (2020. május 1.)

## Fordítás
- Ez a szócikk részben vagy egészben  a   Vietnamese Wikipedia című angol Wikipédia-szócikk ezen változatának fordításán alapul.  Az eredeti cikk szerkesztőit annak laptörténete sorolja fel. Ez a jelzés csupán a megfogalmazás eredetét és a szerzői jogokat jelzi, nem szolgál a cikkben szereplő információk forrásmegjelöléseként.